# Angel and Crown (Covent Garden)

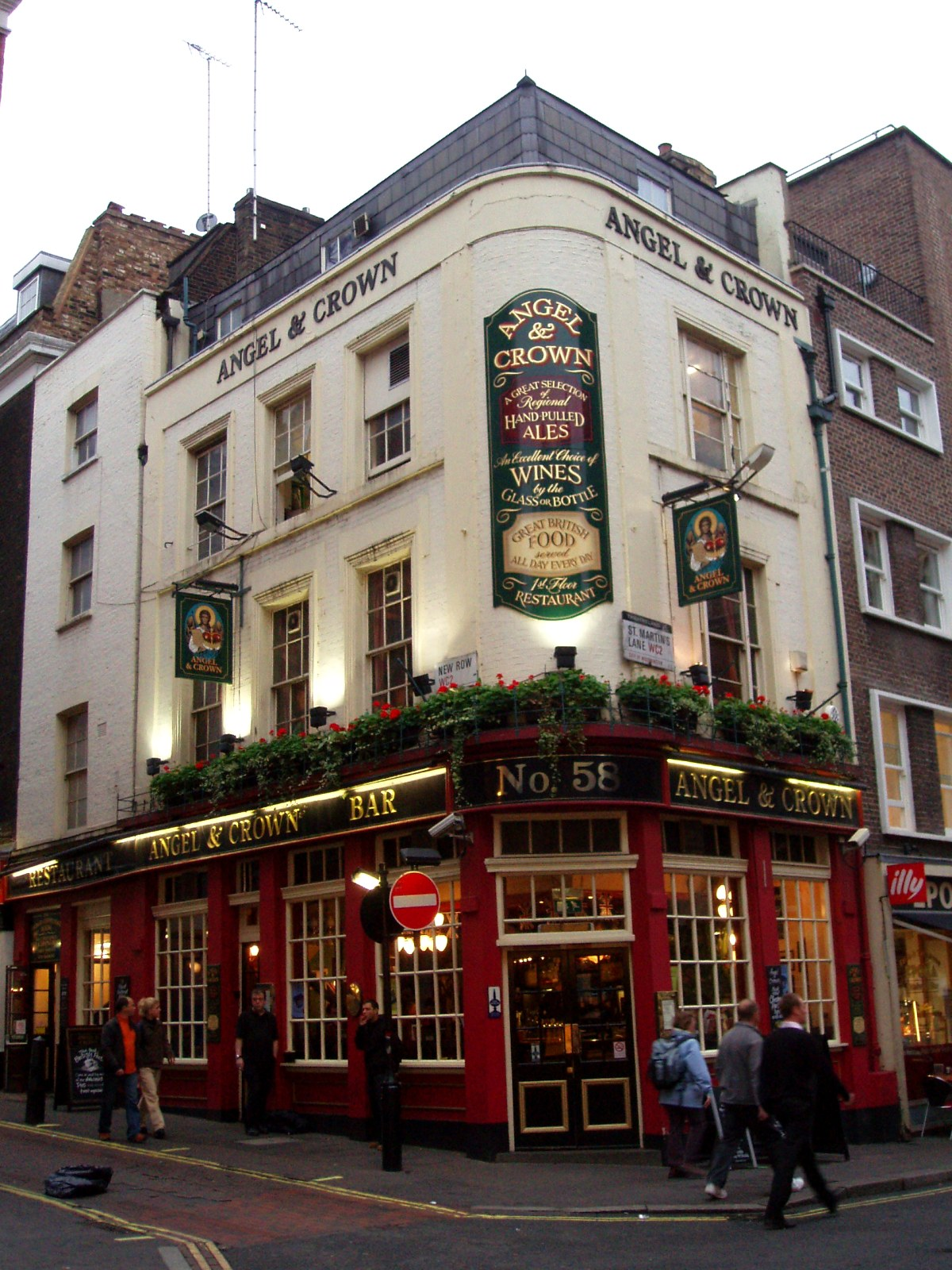
O Angel and Crown

Angel and Crown é um pub listado como Grau II no 58 St Martin's Lane, Covent Garden, em Londres.
Foi construído no final do século XVIII ou início do século XIX.